# Paco de Osca
Paco de Osca (Reus, 1925-Gines-22 de noviembre de 2002) fue un actor de cine, de doblaje y de revista, modalidad en la que ejerció también de director. Su actividad cinematográfica y televisiva, que suman un total quince títulos, se centró básicamente en la década de 1980 y 1990.

## Filmografía
- Fugitivas (2000)
- Solas (1999)
- La duquesa roja (1997)
- El palomo cojo (1995)
- Siempre que pasa lo mismo... ocurre algo parecido  (corto) (1995)
- Belmonte (1995)
- La Lola se va a los puertos (1993)
- Bazar Viena (1990)
- El aire de un crimen (1988)
- Romanza final (Gayarre)  (1986)
- Goya (serie de TV) (1985)
- La hoz y el Martínez  (1985)
- Teatro breve  (serie de TV)  (1980)
- Rapsodia de sangre (1958)
- La huida (1956)